# 刘淑芳
刘淑芳（1926年—2022年11月14日），笔名宏扬，女，四川云阳人，中国女高音歌唱家，曾任中国音乐家协会理事。